# Derrick Low
Derrick Kihei Low (Honolulu, 21 marzo 1986) è un ex cestista statunitense.